# Стара Весь-Третя
Стара Весь-Третя (пол. Stara Wieś Trzecia) — село в Польщі, у гміні Бихава Люблінського повіту Люблінського воєводства.
Населення — 303 особи (2011).

## Демографія
Демографічна структура станом на 31 березня 2011 року:
|          | Загалом | Допрацездатний вік | Працездатний вік | Постпрацездатний вік |
| -------- | ------- | ------------------ | ---------------- | -------------------- |
| Чоловіки | 165     | 37                 | 102              | 26                   |
| Жінки    | 138     | 27                 | 66               | 45                   |
| Разом    | 303     | 64                 | 168              | 71                   |